# دار الشهارة (طور الباحة)

تعديل مصدري - تعديل

دار الشهارة هي إحدى قرى عزلة طور الباحة بمديرية طور الباحة التابعة لمحافظة لحج، بلغ تعداد سكانها 209 نسمة حسب تعداد اليمن لعام 2004.